# Cryptolabis (Cryptolabis) cortesi
Cryptolabis (Cryptolabis) cortesi is een tweevleugelige uit de familie steltmuggen (Limoniidae). De soort komt voor in het Neotropisch gebied.